# غار (جنس)
الغار (الاسم العلمي: Laurus) هو جنس من الأشجار دائمة الخضرة التي تنتمي إلى عائلة الغارية. ويشمل هذا الجنس ثلاثة أنواع أو أكثر.

## مرجع
1. 1 2  Carolus Linnaeus (1754), Genera plantarum eorumque characteres naturales, secundum numerum figuram, situm, & proportionem omnium fructificationis partium (باللاتينية) (5th ed.), Holmia, p. 173, DOI:10.5962/BHL.TITLE.746, QID:Q40975586
2. ↑  Carolus Linnaeus (1753), Species Plantarum: Exhibentes plantas rite cognitas ad genera relatas (باللاتينية), vol. 1, p. 369, QID:Q21856106
3. ↑  إبراهيم نحال (2009). معجم نحال في الأسماء العلمية للنباتات: لاتيني - عربي (دراسة نباتية لغوية بيئية وتاريخية) مع مسارد ألفبائية (بالعربية واللاتينية) (ط. 1). بيروت: مكتبة لبنان ناشرون. ص. 96. ISBN:978-9953-86-550-8. OCLC:1110134190. OL:45257084M. QID:Q115858440.
4. ↑  "The Plant List: A Working List of All Plant Species". مؤرشف من الأصل في 2019-12-10.